# Awutu (Volk)
Die Awutu sind ein Volk in Ghana, das auch Awutu, Efutu oder Senya genannt wird. 
In Ghana leben etwa 180.000 bis 191.000 Volksangehörige. Die Sprache der Awutu wird ebenfalls Awutu genannt, doch sprechen die Angehörigen dieser Ethnie als Zweitsprache häufig Fanti.